# Порт-Егмонт

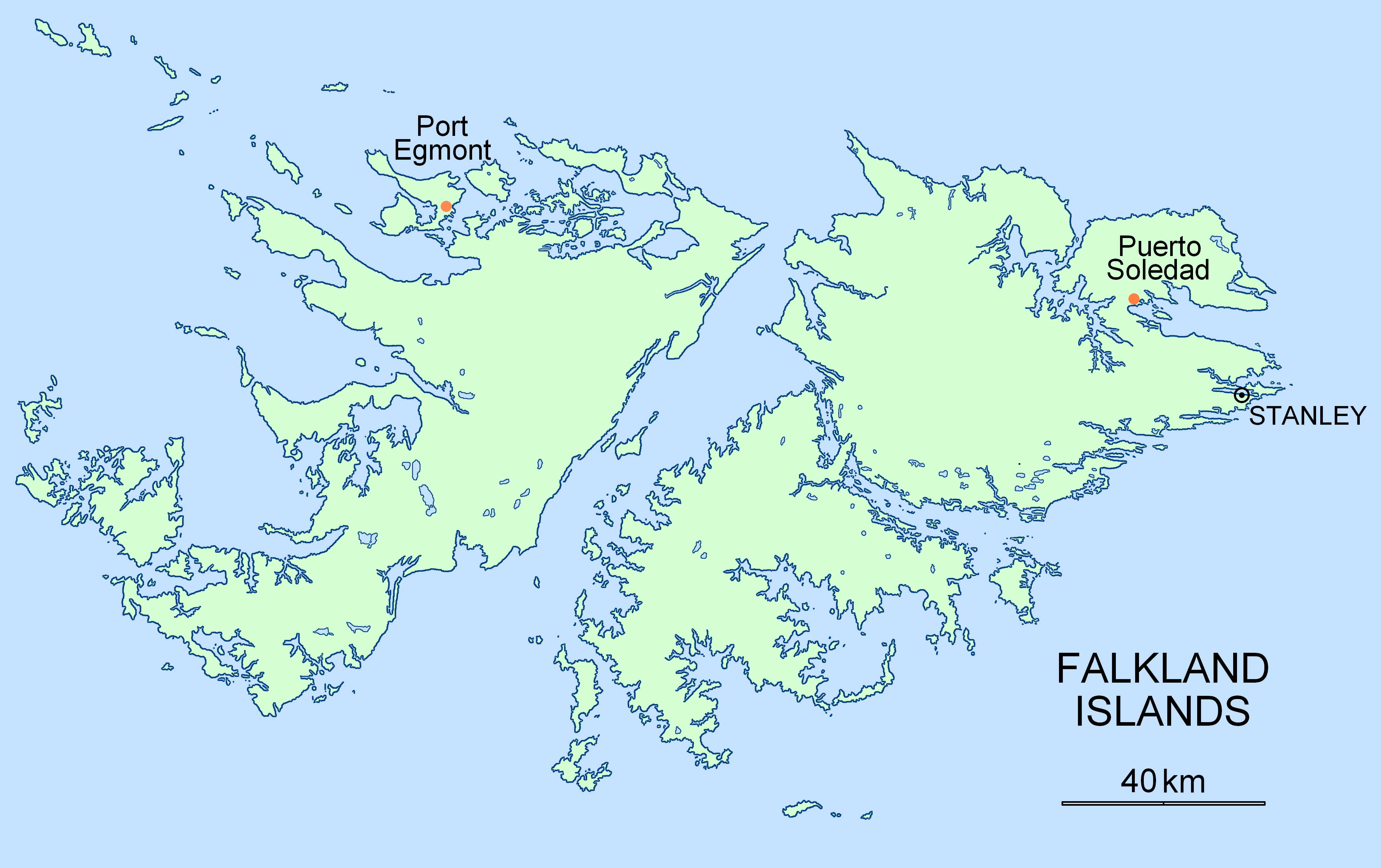
Розташування Порт Егмонта на мапі Фолклендських островів

51°21′13″ пд. ш. 60°03′51″ зх. д. / 51.353611111111° пд. ш. 60.064166666667° зх. д.
Порт Егмонт  був першим британським поселенням на Фолклендських островах (ісп. Islas Malvinas), розташованим на острові Сондерс (ісп. Trinidad).

## Історія
Порт Егмонт був заснований 25 січня 1765 року експедицією коммодора Джона Байрона, яка складалась з човнів Дельфін, Тамар та Флорида. Експедиція залишила після себе зрошувальну систему і овочеві грядки.
Через рік сюди прибула інша експедиція (січень 1766) на чолі з капітаном Джоном МакБрайдом на кораблях Ясон, Каркасс і Експірімент, в честь яких названі острови Каркасс та Ясон. Щоб захистити це нове володіння, капітан наказав одному з кораблів залишитися у Порт Егмонті і розвивати поселення, що й стало причиною появи гарнізону і кількох постійних будівель.
Наступні кілька років британці використовували Порт Егмонт як основу своїх територіальних претензій у суперечках з французами й іспанцями. На початку 1770 року іспанський командир Дон Хуан Ігнасіо де Мадаріага здійснив короткочасний візит до поселення, згодом повернувшись з п'ятьма військовими кораблями, що дозволило йому вигнати звідти британців.
У 1771 році, після загрози війни з Іспанією, колонія була відновлена капітаном Стоттом з суднами Джуно, Хоунд і Флорида, причому останнє пов'язане із заснуванням першого поселення. Порт став важливою зупинкою для кораблів, які прямують до мису Горн. У середині травня 1774 року, Сполучене Королівство залишило Фолклендські острови. Причиною залишення була секретна усна обіцянка Великобританії залишити острови. В обміні листами між послами Іспанії та Франції в Лондоні, а також у британських дипломатичних нотах прямо вказано, що британці покинуть Фолклендські острови, коли Іспанія відновить честь, заплямлену примусовим видворенням британців з Порт-Егмонта. У 1780 колонію знищили за наказом іспанських властей.

## Примітка
1. ↑  Kohen, Marcelo G.; Rodríguez, Facundo D. (2017). The Malvinas/Falklands Between History and Law (PDF) (англ.). CreateSpace Independent Publishing Platform. с. 47—48. ISBN 978-1973746478. Процитовано 6 червня 2025 р.